# ガナーダ
ガナーダ（綴り方はさまざま存在するが、たいていG̱anhadaと綴られる)とは、カナダのブリティッシュコロンビア州および合衆国のアラスカ州南東部に居住するツィムシアン・ネイションの言葉において、ワタリガラス・クラン（胞族）に対して用いられる名である。これは、ブリティッシュコロンビア州のニスガ ネイションのワタリガラス・クランおよび、ギトクサンネイションのカエル・クランと、類似もしくは同一のものと考えられている。ギトクサン族ではまた、カエル・クランを言い表すにあたって、ラクセールLaxsee'leという言葉を用いることがある。

## 書誌
- Barbeau, Marius (1929) Totem Poles of the Gitksan, Upper Skeena River, British Columbia.  (Anthropological Series 12, National Museum of Canada Bulletin 61.)  Ottawa: Canada, Department of Mines.

- Barbeau, Marius (1950) Totem Poles.  (2 vols.)  (Anthropology Series 30, National Museum of Canada Bulletin 119.)  Ottawa: National Museum of Canada.  Reprinted, Canadian Museum of Civilization, Hull, Quebec, 1990.